# Miss Earth México 2008
Miss Earth México 2008 fue la 2.ª edición del certamen Miss Earth México la cual se realizó en el Centro de Convenciones Yucatán Siglo XXI de la ciudad de Mérida, Yucatán el viernes 5 de septiembre de 2008. Treinta y dos candidatas de toda la República Mexicana compitieron por el título nacional, el cual fue ganado por Abigail Elizalde de Coahuila quien compitió en Miss Tierra 2008 en Filipinas logrando la corona de Miss Earth-Water (2.ª Finalista). Elizalde fue coronada por la Miss Earth México saliente Fernanda Cánovas, convirtiéndose en la primera coahuilense en ir a Miss Tierra.

## Resultados

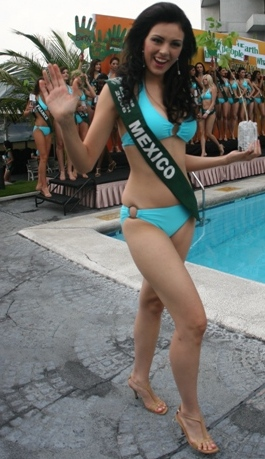
Abigail Elizalde
Miss Earth Coahuila 2008, Miss Earth México 2008 y Miss Earth-Water 2008

| Posición               | Candidata                          |
| Miss Earth México 2008 | - Coahuila - Abigail Elizalde      |
| Miss Earth Air 2008    | - Chihuahua - Mónica Jiménez       |
| Miss Earth Water 2008  | - Jalisco - Karina López           |
| Miss Earth Fire 2008   | - San Luis Potosí - Patricia Gómez |

## Áreas de competencia

### Final
La gala final fue realizada desde el Centro de Convenciones Yucatán Siglo XXI de la ciudad de Mérida, Yucatán el viernes 5 de septiembre de 2008.
El grupo de 12 semifinalistas se dio a conocer durante la competencia final: todas ellas seleccionadas por un jurado preliminar, donde eligieron a las concursantes que más destacaron en las tres áreas de competencia durante la etapa preliminar.
- Las 12 semifinalistas desfilaron en una nueva ronda en traje de baño y traje de noche, además de contestar preguntas que fueron enviadas por el público usuario, a través del correo electrónico oficial de Miss Earth México.
- Las 12 finalistas contestaron lo que piensan sobre diversos #Hashtag previamente seleccionados, esta respuesta fue contra reloj pues tenían 20 segundos para contestar, procurando ser lo más exactas y claras posibles. De esta manera el panel de jueces consideró la impresión general que dejó cada una de las finalistas para votar y definir a las ganadoras de los 4 elementos.

### Premios Especiales
| Premio                   | Candidata                              |
| Miss Amistad             | - Campeche - Sayde Vela                |
| Miss Fotogénica          | - Baja California - Yarahi Benítez     |
| Miss Elegancia           | - Oaxaca -                             |
| Mejor Traje de Fantasía  | - Michoacán - Arianna Ramírez          |
| Mejor Proyecto Ecológico | - Baja California Sur - Fhannya Urbina |

## Candidatas
| Estado              | Candidata                         |
| Aguascalientes      | Jovana Eguía Molina               |
| Baja California     | Jassel Yarahi Benítez Pacheco     |
| Baja California Sur | Fhannya Urbina Cota               |
| Campeche            | Sayde Vela                        |
| Chiapas             | Gilda Gabriela Alvarado           |
| Chihuahua           | Mónica Jiménez Yáñez              |
| Coahuila            | Abigail Elizalde Romo             |
| Colima              |                                   |
| Distrito Federal    |                                   |
| Durango             |                                   |
| Estado de México    |                                   |
| Guanajuato          |                                   |
| Guerrero            |                                   |
| Hidalgo             |                                   |
| Jalisco             | Karina López Pérez                |
| Michoacán           | Arianna Guadalupe Ramírez Sánchez |
| Morelos             |                                   |
| Nayarit             |                                   |
| Nuevo León          |                                   |
| Oaxaca              |                                   |
| Puebla              |                                   |
| Querétaro           |                                   |
| Quintana Roo        |                                   |
| San Luis Potosí     | Patricia Eugenia Gómez Méndez     |
| Sinaloa             |                                   |
| Sonora              | Denisse Judith Correa Aguilar     |
| Tabasco             |                                   |
| Tamaulipas          |                                   |
| Tlaxcala            |                                   |
| Veracruz            |                                   |
| Yucatán             |                                   |
| Zacatecas           |                                   |

## Crossovers
| Miss Tierra - 2008: Coahuila - Abigail Elizalde (Miss Earth-Water) Mrs International Global - 2019: Michoacán - Arianna Ramírez (2.ª Finalista) Miss Model of the World - 2010: Sonora - Denisse Correa Miss América Latina - 2006: Michoacán - Arianna Ramírez (Top 12) Miss Piel Dorada Internacional - 2010: Sonora - Denisse Correa (Top 10) - 2009: Baja California - Yarahi Benítez (2.ª Finalista) Reina Internacional del Trópico - 2007: Michoacán - Arianna Ramírez (3.ª Finalista) | Miss Tourism Queen International - 2010: Sonora - Denisse Correa (No Compitió) Reinado Internacional de la Ganadería - 2011: Sonora - Denisse Correa Reina Internacional del Pacífico - 2009: Sonora - Denisse Correa (3.ª Finalista) Nuestra Belleza Coahuila - 2008: Coahuila - Abigail Elizalde Miss Latina Baja California - 2008: Sonora - Denisse Correa (Ganadora) Reina Calafia - 2009: Baja California Sur - Fhannya Urbina (Ganadora) |